# Sapura Onix
Sapura Onix — глибоководне будівельне та трубоукладальне судно, споруджене у 2015 році на замовлення компанії Sapura Navegacao Maritima (спільне підприємство малайзійської SapuraKencana та норвезької Seadrill).

## Характеристики

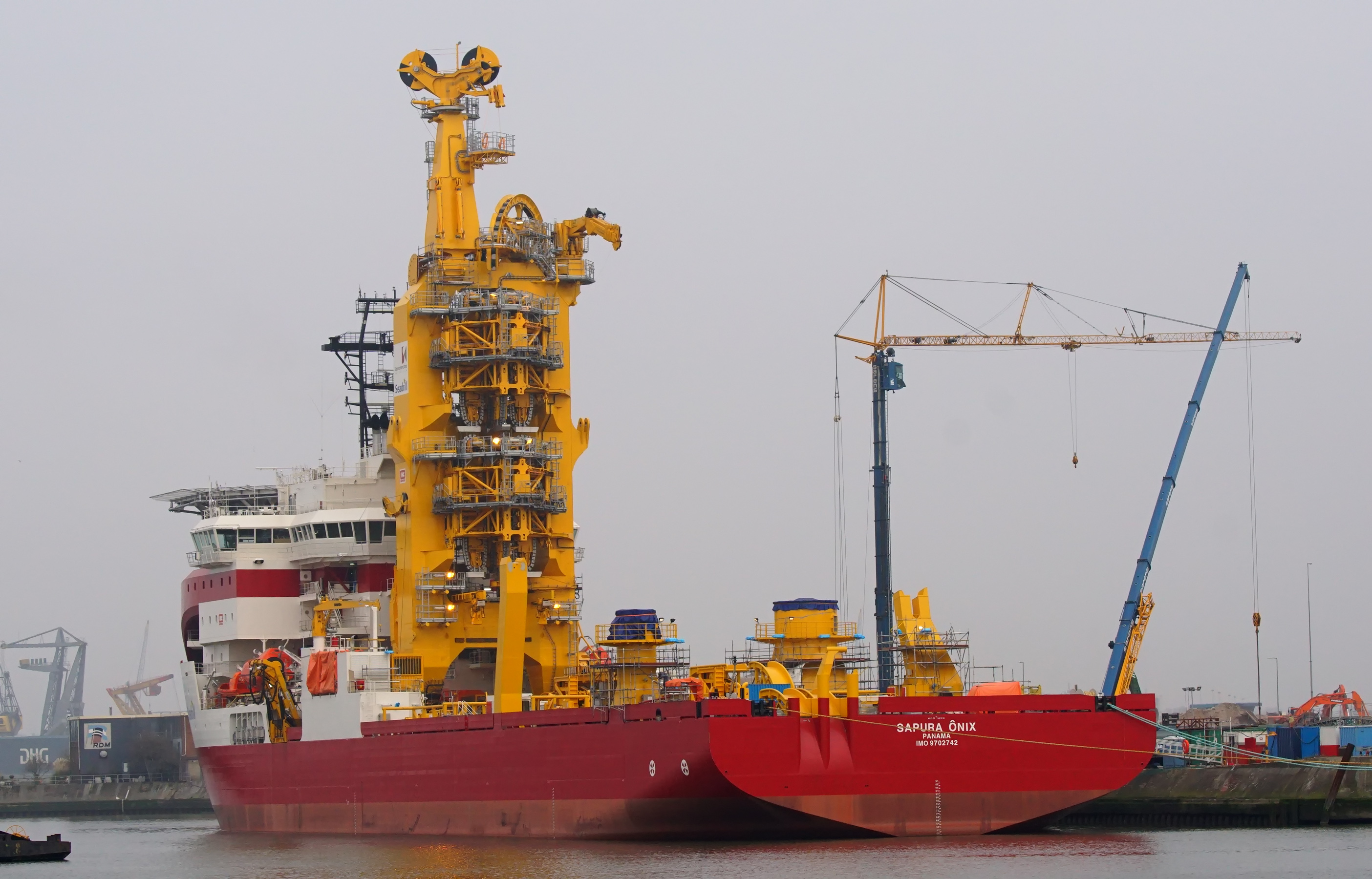
Листопад 2014 у Роттердамі. На борт встановлена трубоукладальна вежа, проте кранове обладнання ще не змонтоване

Судно спорудила нідерландська компанія IHC Offshore & Marine на своїй верфі IHC Merwede у Krimpen aan den Ijssel (східна частина роттердамської агломерації). Для остаточного дообладнання воно прибуло до Східаму (західна сторона тієї ж агломерації), де у листопаді 2014-го пройшло процедуру встановлення основного обладнання — трубоукладальної вежі вагою 1175 тонн. Операцію виконали використовуючи плавучий кран великої вантажопідйомності Matador 3, якому допомагали менші крани Matador і Matador 2, котрі зокрема здійснювали розвертання вежі на 90 градусів.
Sapura Onix здатне провадити будівельні роботи та укладання гнучких труб діаметрами від 100 до 630 мм на глибинах до 2500 метрів. Воно обладнане краном вантажопідйомністю 250 тонн та трубоукладальною вежею з показником 550 тонн. Гнучкі труби розміщуються під палубою на двох каруселях ємністю 2500 та 1500 тонн.
Судно має два дистанційно керовані підводні апарати (ROV) — Typhoons 16 та 17, здатні виконувати завдання на глибинах до 3000 метрів.
Пересування до місця виконання робіт здійснюється з операційною швидкістю 13,6 вузла. Точність встановлення на позицію забезпечується системою динамічного позиціювання DP2.
На борту наявні каюти для 120 осіб, а доставка персоналу та вантажів може здійснюватись з використанням гелікоптерного майданчика судна.

## Завдання судна
Sapura Onix стало третім (після Sapura Diamante і Sapura Topazio) в серії з шести суден, які споруджували у відповідності до контракту з бразильською компанією Petrobras, котра провадить активне освоєння численних нафтових родовищ біля узбережжя цієї південноамериканської країни. Можливо відзначити, що самі розміри Sapura Onix — довжина 146 метрів та відповідна для збереження потрібних характеристик остійності ширина — обрали з урахувань обмежень у портах Бразилії, звідки йому належало діяти.
По прибутті до узбережжя Південної Америки судно виконувало, зокрема, такі завдання на родовищах басейну Сантос:
- прокладання 1,8 км гнучкого трубопроводу на нафтовому родовищі Espadarte Sul;
- спорудження 594 км гнучких трубопроводів на супергігантському нафтогазовому родовищі Лула з максимальними глибинами до 2260 метрів;
- прокладання 24 км гнучких трубопровів на гігантському нафтовому родовищі Sapinhoa (первісно було відоме як Гуара) при глибинах до 2179 метрів;
- спорудження лінії довжиною 1,4 км при глибині 1371 метр на гігантському нафтовому родовищі Jubarte (колись саме з нього почалась розробка підсольових запасів басейну Сантос).